# Vila Bianca u Trogiru
Vila Bianca u gradiću Trogiru, ul. Alojzija Stepinca, predstavlja zaštićeno kulturno dobro.

## Opis dobra
Smatra se da je vilu Biancu projektirao Julius Ranz koji je oženio Luigijevu sestru Filippu i koji je godinu poslije ove vile podigao sebi vilo odmah do vile Biance. Vilu je nazvao po supruzi - vila Filipina.
Sagrađena je 1911. godine na istočnom ulazu u povijesnu jezgru Trogira uz cestu. Podignuta je za obitelj Nutrizio, najugledniju trogirsku obitelj potkraj 19. i početkom 20. stoljeća. Nutriziji su imali najljepše trogirske palače, pa tako i palaču Stafilicos u povijesnoj jezgri. Prvo je bila palača s vrtom. Vrt vile protezao se je sve do morske obale. Zgrada je osobita po tome što je prva koja je sagrađena u secesijskom stilu a da se je nalazila izvan trogirskih zidina. Naručitelj gradnje bio je Luigi Nutrizio Babić, otac glasovite talijanske modne kreatorice Carmen Marije (Mile) Schön koja se je rodila u njoj. Poslije Prvoga svjetskog rata Luigi je rasprodao svu imovinu te s obitelji otišao u Italiju. Kći Carmen Marija je u Milanu vodla svijet visoke mode i izrađivala odjeću za poznate poput Jacqueline Kennedy, iransku caricu Farah Dibu, britansku princezu Dianu i ine. Vila Bianca je između dvaju svjetskih ratova bila boravištem časnika kraljevske mornarice. Poslije je u vili uređeno više privatnih stanova. Preko vrta vila poslije je napravljena cesta. Luigijeva kći Mila Schön, u intervjuu za hrvatski časopis Gloriju 1994. godine rekla je da je sita visoke mode i da ju sve više privlači rodna Vila Bianca u Trogiru.

## Zaštita
Pod oznakom P-5433 zavedena je pod vrstom "nepokretno kulturno dobro - pojedinačno", pravna statusa preventivno zaštićena kulturnog dobra, klasificirano kao "profana graditeljska baština".